# Syrstad Rock
Der Syrstad Rock ist ein Felsvorsprung im westantarktischen Marie-Byrd-Land. In der Flood Range ragt er 1,5 km nördlich des Koerner Bluff an den nordwestlichen Hängen des Mount Bursey auf.
Der United States Geological Survey kartierte ihn anhand eigener Vermessungen und Luftaufnahmen der United States Navy aus den Jahren von 1959 bis 1965. Das Advisory Committee on Antarctic Names benannte ihn 1974 nach dem Norweger Erik Syrstad von der Universität Bergen, Ionosphärenphysiker auf der Amundsen-Scott-Südpolstation im Jahr 1970.